# NRP Comandante João Belo (F480)
Le NRP Comandante João Belo était la première d'une classe de quatre  frégates construites en France aux chantiers navals de Nantes, pour la marine portugaise. Cette classe Comandante João Belo est pratiquement identique à la Classe Commandant Rivière. Il est maintenant connu comme ROU 1 Uruguay depuis 2008, de la Division d'escorte de la marine nationale d'Uruguay.

## Historique

### Marine portugaise
Le João Belo est un escorteur océanique, ayant des armes anti-aériennes et anti-sous-marines peut transporter une force de débarquement, et peut embarquer à bord d'un hélicoptère.
Depuis sa mise en service, le 1er Juillet de 1967, il a participé à des missions à l'étranger et des exercices internationaux et nationaux. Il a fréquemment fait des voyages d'enseignement avec des étudiants de l'École navale et d'autres écoles de la marine.

### Marine uruguayenne
En avril 2008, les Comandante João Belo et Comandante Sacadura Cabral ont été vendus et transférés à la marine nationale d'Uruguay, qui avait précédemment acheté les frégates survivantes de la classe Commandant Rivière à la marine française.

## Galerie

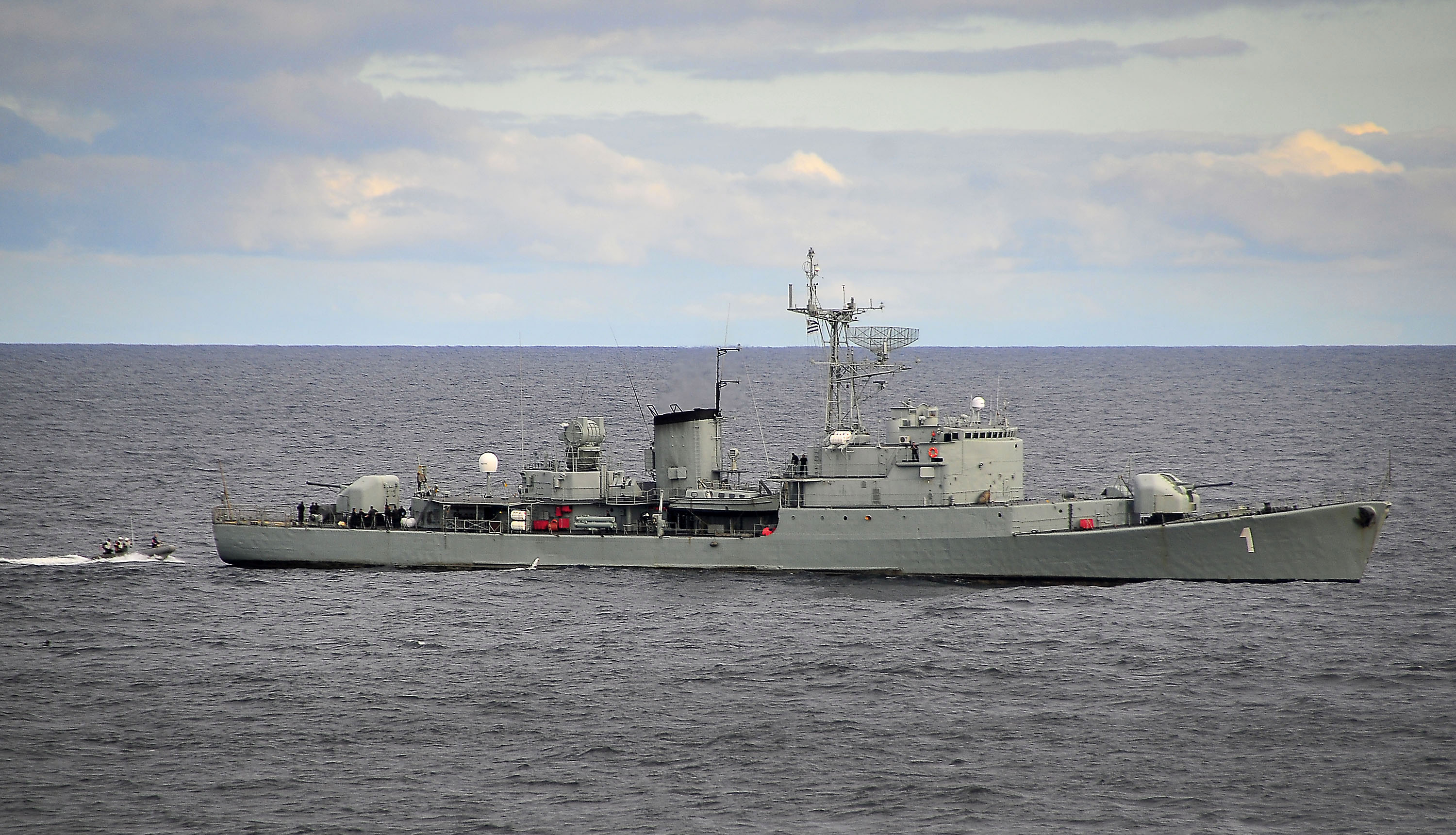
ROU 1 Uruguay
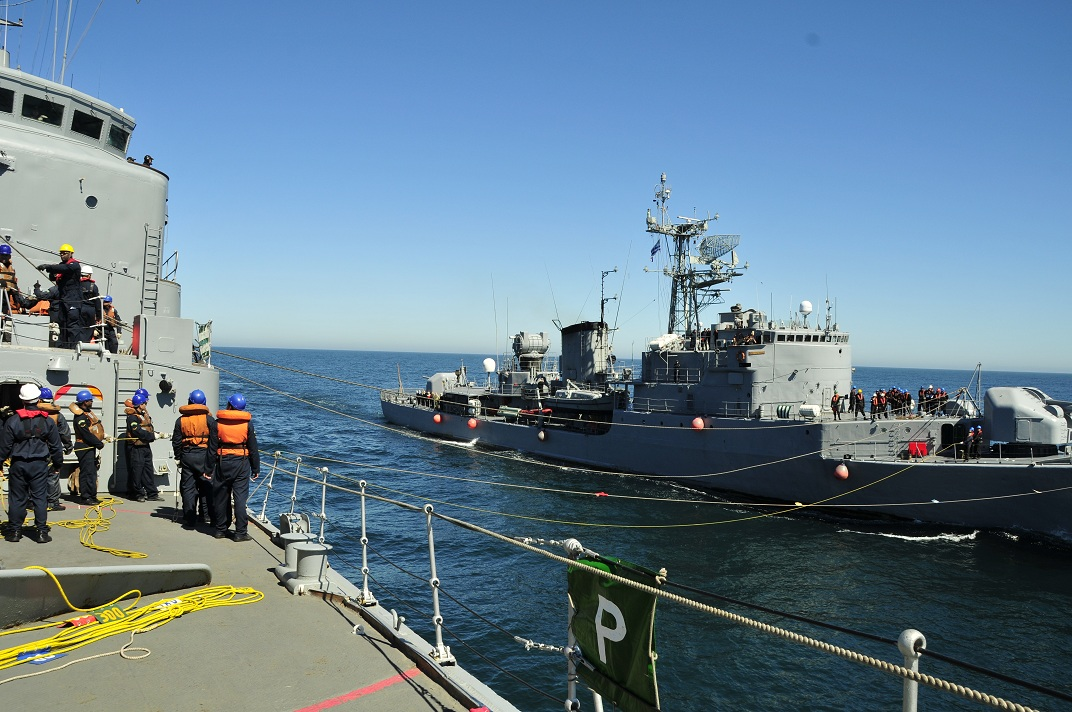
ROU 1 Uruguay